# Повременно-премиальная система оплаты труда
Повременно-премиальная система оплаты труда (повременно-премиальная система заработной платы) — повременная система оплаты труда, в которой к начисленной сумме заработной платы работника, определенной по тарифу, добавляется премия, рассчитанная процентом к тарифной ставке или к другому показателю.

## Определение
Согласно БСЭ повременно-премиальная система заработной платы — это система оплаты труда, получаемая рабочими и служащими не только за количество отработанного времени, но и за конкретное достижение в работе (экономию времени, улучшение использования сырья, материалов, производственных фондов, повышение качества продукции и т. д.).
Согласно п.13. Методических рекомендаций по бухгалтерскому учёту затрат труда и его оплаты в сельскохозяйственных организациях повременно-премиальная система оплаты труда относится к повременной системе оплаты труда, когда заработная плата рассчитывается как произведение часовой или дневной тарифной ставки работника в соответствии с его разрядом на количество отработанных им часов или дней. К этой сумме заработной платы по тарифу прибавляют премию в определённом проценте к тарифной ставке или к другому показателю.
Ряд экономистов определяют повременно-премиальную систему оплаты труда как сочетание простой повременной оплаты труда с премированием за выполнение количественных и качественных показателей согласно Положениям о премировании работников.